# Kleinsedlitzer Wasserturm

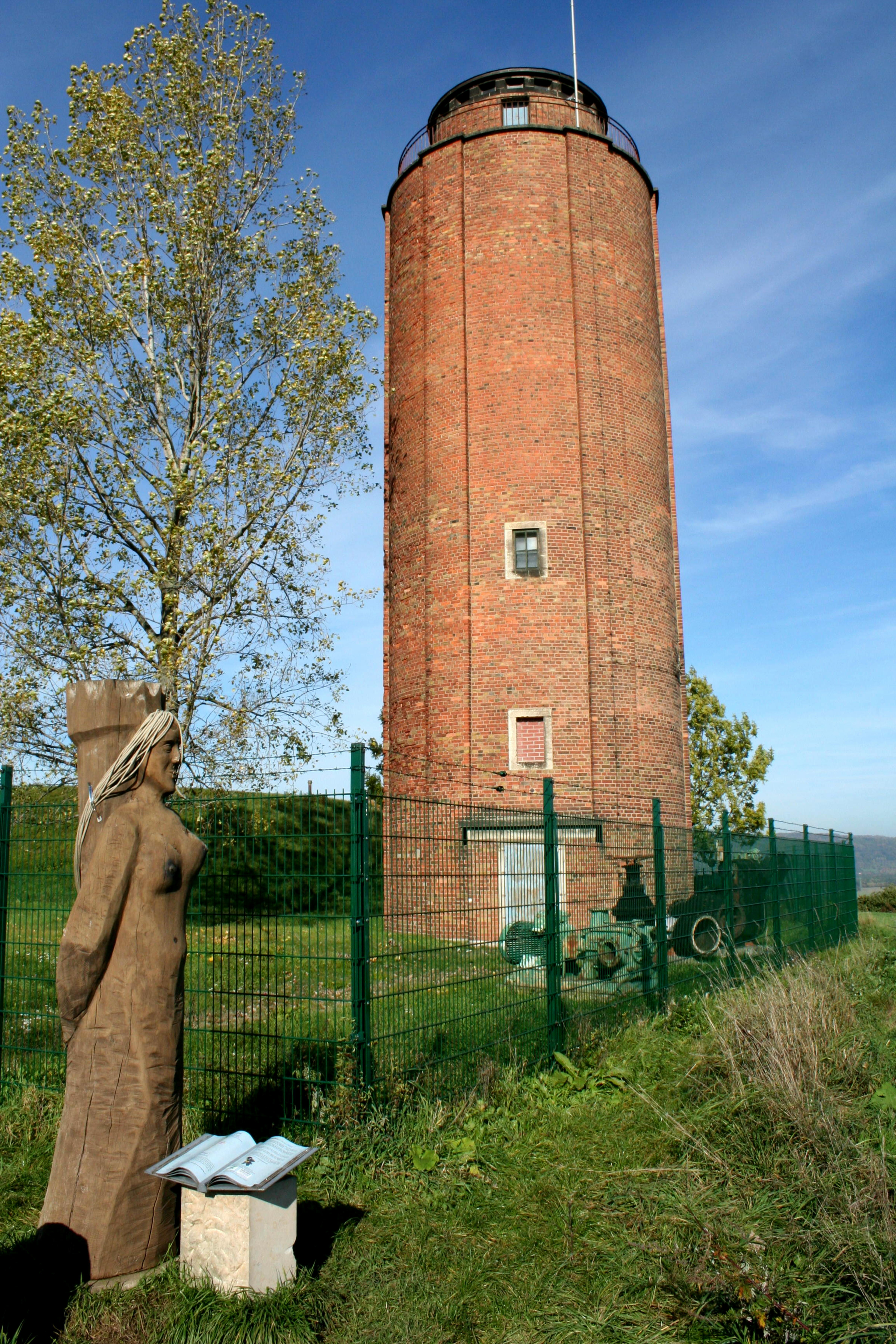
Wasserturm Kleinsedlitz, im Vordergrund die Station des Märchenpfads

Der Kleinsedlitzer Wasserturm ist ein ehemaliger Wasserturm im Heidenauer Ortsteil Kleinsedlitz im sächsischen Landkreis Sächsische Schweiz-Osterzgebirge.

## Beschreibung
Der Wasserturm auf dem Kleinsedlitzer Berg ist ein Rundturm in Ziegelbauweise mit einem Flachdach und wird dem Stil der Moderne zugeordnet. Der Turm ist 22 Meter hoch. Im Inneren befinden sich der Wasserbehälter mit 100 Kubikmetern Fassungsvermögen sowie eine nachträglich eingebaute Treppe aus Gusseisen. Das Bauwerk ist unter der Objektnummer 09221724 als Kulturdenkmal und technisches Denkmal geschützt.

## Geschichte
Der Bau des Kleinsedlitzer Wasserturms begann 1949, im Jahr 1951 wurde er in Betrieb genommen. Die Baukosten beliefen sich auf 119.000 Mark. Das Bauwerk diente der Trinkwasserversorgung der Heidenauer Ortsteile Großsedlitz und Kleinsedlitz. Später wurde die Talsperre Gottleuba als Trinkwasserversorger genutzt, der Wasserturm verlor seine ursprüngliche Funktion, der Betrieb wurde 1999 eingestellt.
Seit 2018 werden Pläne für eine Neunutzung des Wasserturms entwickelt. An der Konzeption sind sowohl Bürger der Ortsteile Klein- und Großsedlitz als auch die Stadt Heidenau beteiligt. Das Konzept sieht vor, den Turm als Mittelpunkt eines Freizeit- und Kulturareals zu etablieren.

## Sonstiges
Am Kleinsedlitzer Wasserturm befindet sich die 9. Station des Heidenauer Märchenlebenspfads. Dieser Themenweg wurde 2008 eröffnet und zeigt an 18 Stationen im gesamten Stadtgebiet verschiedene Märchen aus aller Welt. Am Wasserturm ist das Märchen Rapunzel dargestellt.